# Lời khai
Trong luật pháp và trong tôn giáo, lời khai là một chứng thực long trọng về sự thật của một vấn đề.

## Pháp luật
Trong luật, lời khai là một dạng bằng chứng thu được từ một nhân chứng đưa ra tuyên bố long trọng hoặc tuyên bố thực tế. Lời khai có thể bằng miệng hoặc bằng văn bản, và nó thường được thực hiện bằng lời thề hoặc khẳng định, nếu sai sẽ phải chịu hình phạt khai man. Để được chấp nhận tại tòa án và để có độ tin cậy và giá trị tối đa, lời khai bằng văn bản thường được chứng kiến bởi một hoặc nhiều người tuyên thệ hoặc khẳng định tính xác thực của nó cũng bị phạt theo tội khai man. Trừ khi một nhân chứng đang làm chứng như một nhân chứng chuyên gia, lời khai dưới dạng ý kiến hoặc suy luận thường bị giới hạn trong những ý kiến hoặc suy luận đó dựa trên nhận thức của nhân chứng và hữu ích để hiểu rõ về lời khai của nhân chứng.
Chuyên gia hợp pháp làm chứng với một sự hiểu biết thực sự về quy trình pháp lý và những nguy hiểm cố hữu của lời khai sai lệch hoặc gây hiểu lầm kiềm chế không đưa ra tuyên bố thực tế. Họ cũng nhận ra rằng trên thực tế họ không phải là nhân chứng của một tội phạm bị cáo buộc hoặc sự kiện khác dưới bất kỳ hình thức, hình dạng hoặc hình thức nào. Chuyên môn của họ là trong việc kiểm tra bằng chứng hoặc sự thật có liên quan trong vụ án. Họ không nên đưa ra phán quyết hay tuyên bố hay cáo buộc chắc chắn về bất kỳ khía cạnh nào của vụ án ngoài phạm vi chuyên môn hẹp của họ. Họ cũng không nên đưa ra bất kỳ sự thật nào mà họ không thể chứng minh ngay lập tức và đáng tin cậy về mặt khoa học.
Ví dụ, một mẫu tóc từ hiện trường vụ án được đưa ra làm bằng chứng của công tố nên được mô tả bởi một nhân chứng chuyên gia là "phù hợp với" một mẫu được lấy từ bị đơn, thay vì được mô tả là "khớp". Một loạt các yếu tố làm cho không thể chứng minh chắc chắn rằng hai mẫu tóc hoặc mô đến từ một người.
Chưa thực sự chứng kiến bị cáo tại hiện trường, nhân chứng chuyên gia không thể nói thực tế rằng mẫu đó phù hợp với bị cáo, đặc biệt khi các mẫu được thu thập tại các thời điểm khác nhau và các địa điểm khác nhau bởi các nhà sưu tập khác nhau bằng các phương pháp thu thập khác nhau. Cuối cùng, lời khai của các nhân chứng chuyên gia được coi là ủng hộ bằng chứng chứ không phải bằng chứng, và một luật sư biện hộ giỏi sẽ chỉ ra rằng nhân chứng chuyên gia thực tế không phải là nhân chứng cho bất cứ điều gì, mà là một người quan sát.